# Пасаж (музика)
Пасаж (фр. passage — „пролаз”) је у музици низ тонова, углавном једнолично ритмизованих и по висини уређених — уз мања дозвољена одступања. Углавном су то лествице уз варијације на почетку и крају. За разлику од фигуре се најчешће јавља у водећем гласу.